# Mecosaspis fuliginosa
Mecosaspis fuliginosa là một loài bọ cánh cứng trong họ Cerambycidae.